# Pseudomys chapmani
Il topo dei tumuli di ghiaia occidentale (Pseudomys chapmani  Kitchener, 1980) è un roditore della famiglia dei Muridi endemico dell'Australia.

## Descrizione
Roditore di piccole dimensioni, con la lunghezza della testa e del corpo tra 52,2 e 67,7 mm, la lunghezza della coda tra 63,6 e 94,4 mm, la lunghezza del piede tra 15,1 e 17,2 mm, la lunghezza delle orecchie tra 9,2 e 11,6 mm e un peso fino a 16,7 g.

Il corpo è snello e gracile. Le parti superiori sono bruno-giallastre, più grigiastre sul capo e sulla schiena. La testa è allungata e appiattita, gli occhi sono relativamente piccoli, il muso è stretto, le orecchie sono proporzionalmente piccole. Le parti ventrali sono bianche. Le mani e i piedi sono color carne. La coda è più lunga della testa e del corpo ed è uniformemente bruno-rosacea.

## Biologia

### Comportamento
Si rifugia in sistemi complessi di cunicoli e tane sotto ammassi di pietra raccolte in superficie.

### Riproduzione
Le femmine danno alla luce fino a 4 piccoli diverse volte l'anno.

## Distribuzione e habitat
Questa specie è diffusa nelle zone interne del Pilbara, Australia Occidentale. In passato l'areale era più ampio, comprendendo anche le zone costiere e meridionali.
Vive in praterie e in aree rocciose anche prive di terreno e nel sottobosco di boschi di Acacia.

## Conservazione
La IUCN Red List, considerato il vasto areale, la presenza in diverse aree protette e la popolazione numerosa, classifica P.chapmani come specie a rischio minimo (Least Concern).